# 3CLpro-1
3CLpro-1是一种与芦平曲韦相关的抗病毒药物，作为3C样蛋白酶抑制剂，最初开发用于治疗人类肠病毒71型。它是作为病毒酶3C样蛋白酶抑制剂开发的众多化合物中最有效的一种蛋白酶，体外IC50为200nM。它还显示出对SARS和MERS等冠状病毒疾病的活性，并且正在研究作为病毒性疾病COVID-19的潜在治疗剂。病毒性疾病COVID-19的治疗剂。